# زاسكيا روزيندال
ساسكيا روزيندهل (مواليد 9 يوليو 1993) هي ممثلة ألمانية، أشتهرت لدورها في فيلم لوره (2012).

## روابط خارجية
- ساسكيا روزيندهل على موقع IMDb (الإنجليزية)
- ساسكيا روزيندهل على موقع ميتاكريتيك (الإنجليزية)
- ساسكيا روزيندهل على موقع روتن توميتوز (الإنجليزية)
- ساسكيا روزيندهل على موقع مونزينجر (الألمانية)
- ساسكيا روزيندهل على موقع قاعدة بيانات الأفلام العربية
- ساسكيا روزيندهل على موقع ألو سيني (الفرنسية)
- ساسكيا روزيندهل على موقع أول موفي (الإنجليزية)
- ساسكيا روزيندهل على موقع قاعدة بيانات الأفلام السويدية (السويدية)
- ساسكيا روزيندهل على موقع ديسكوغز (الإنجليزية)
- ساسكيا روزيندهل على موقع قاعدة بيانات الفيلم (الإنجليزية)